# La Gauche moderne
Pour les articles homonymes, voir LGM.
 (novembre 2017).
Si vous disposez d'ouvrages ou d'articles de référence ou si vous connaissez des sites web de qualité traitant du thème abordé ici, merci de compléter l'article en donnant les références utiles à sa vérifiabilité et en les liant à la section « Notes et références ».
 (mars 2022).
La Gauche moderne (LGM) est un parti politique social-libéral français fondé en 2007 par Jean-Marie Bockel, ancien membre du Parti socialiste (PS) et ancien secrétaire d'État à la Justice. Après le départ de Bockel en 2017, Christian Debève lui succède à la présidence du parti.
Se réclamant de centre gauche et social-libéral, il s'est inscrit dans la majorité présidentielle durant le mandat de Nicolas Sarkozy, en se réclamant « allié distinct mais loyal ». Il est un des successeurs du courant interne au PS du même nom, de même que Manuel Valls resté au PS et qui se réclamait du blairisme. En juin 2011, LGM prend part à la création de L'Alliance républicaine, écologiste et sociale (ARES), où Gilles Casanova sera son représentant.
La Gauche moderne revendique 1 500 adhérents en 2009, 700 de moins en 2014. Il est, depuis juillet 2017, inactif.

## Positionnement politique
En dépit de son nom, le classement de La Gauche moderne dans le système bi-partisan gauche-droite est controversé, notamment par ses partisans. Il peut dépendre de la manière dont sont considérées les alliances passées avec d'autres partis, ou d'un ressenti sur l'idéologie du parti. En l'occurrence, malgré quelques apports programmatiques, comme la sécurité sociale professionnelle, LGM s'est constamment alignée sur les positions de l'Union pour un mouvement populaire (UMP), au point de n'avoir, pour les conseillers de l'Élysée, aucune utilité dans le potentiel élargissement de la majorité.
Le parti peut également apparaître par son nom comme une formation de centre gauche. En revanche, son positionnement politique durant le quinquennat de Nicolas Sarkozy a constamment été aligné sur celui de l'UMP, qui a d'ailleurs grandement contribué à son financement.
L'un des critères retenu pour classer un parti de gauche ou de droite est la position physique des sièges des parlementaires. En 2011, les deux seuls membres du Parlement du parti de La Gauche moderne étaient un sénateur d'outre-mer (Daniel Marsin) et le président du parti, élu du Haut-Rhin, Jean-Marie Bockel. Ceux-ci siégeaient dans le groupe du Rassemblement démocratique et social européen (RDSE), dominé par les élus du Parti radical de gauche.

Cependant, le 1er octobre 2011, Jean-Marie Bockel unique sénateur Gauche moderne restant dans l'hémicycle à l'issue des élections sénatoriales de la semaine précédente, rejoignait le groupe Union centriste et républicaine (UCR). De plus, au Parlement européen, ses deux élues, Marielle Gallo et Michèle Striffler, siègent au Groupe du Parti populaire européen (PPE), avec les autres élus des listes de la majorité présidentielle. En novembre 2011, une majorité de l'organisation, critiquant l'orientation non différenciée de l'UMP, scissionne pour créer « l'autre chemin pour une gauche moderne », qui deviendra « Gauche moderne et républicaine ». En mai 2012, dans un entretien à l'Alsace, Jean-Marie Bockel annonce un changement de nom de l'organisation pour septembre 2012 pour acter de la rupture consommée d'avec la gauche : 

« Il faudra garder le nom en rajoutant le vocable centriste pour éviter toute confusion avec la majorité actuelle. »

La Gauche moderne est aidée financièrement par l'Union pour un mouvement populaire : en 2008, elle a ainsi reçu 100 000 euros de la part du parti de Nicolas Sarkozy.

## Objectif
Selon leur manifeste, les fondateurs de La Gauche moderne veulent instituer « une politique pragmatique, attentive aux résultats, à ce qui marche et à ce qui répond à la demande sociale ». Ils défendent un « libéralisme social, attentif par ses régulations à la justice et à l’égalité » et une « économie de marché solidaire. »
Selon Jean-Marie Bockel, cette démarche est dans la logique de son entrée au gouvernement dans le cadre de l'ouverture voulue par Nicolas Sarkozy et va lui permettre de continuer sa démarche social-libérale.

## Histoire du parti

### Fondation
Le courant du Parti socialiste Gauche moderne est créé le 3 décembre 2002. Cinq ans plus tard, les 29 et 30 novembre 2007, se déroule le congrès fondateur du parti La Gauche moderne.
Deux ans après sa création, La Gauche moderne revendique 1 500 adhérents.

### Élections municipales de 2008
La Gauche moderne a participé pour la première fois à un scrutin lors des élections municipales de 2008. Le 14 février 2008, Jean-Marie Bockel a présenté les candidats du mouvement, parmi lesquels plusieurs têtes de listes : lui-même à Mulhouse, Jean-Marie Kutner (maire-adjoint Mouvement démocratie alsacienne) à Schiltigheim, Yves Urieta (maire ex-PS, « apparenté Gauche moderne ») à Pau, ou colistiers : Philippe Sanmarco auprès de Jean-Claude Gaudin à Marseille, Robert Thévenot auprès de Philippe Cochet à Caluire, David Melloni auprès de Nadine Morano à Toul, Jean-François Pascal auprès de Jean-Marie Cavada dans le 12e arrondissement de Paris, soit « plus de 100 candidats dans plus de 50 villes importantes ».
Au soir du premier tour, le mouvement revendique « une dizaine d'élus ». Son leader, Jean-Marie Bockel, parvient à conserver sa municipalité de Mulhouse de justesse, sa liste d'union UMP-MoDem-LGM n'ayant devancé celle de son opposant du PS que de 168 voix.
À l'issue du second tour, La Gauche moderne revendique une quarantaine d'élus (Avignon, Bourges, Bouc-Bel-Air,Boulogne-sur-Mer, Caluire-et-Cuire, Colmar, Corbeil-Essonnes, Échirolles, La Ciotat, Lambersart, Lille, Mâcon, Marseille, Montereau-Fault-Yonne, Mulhouse, Nancy, Nice, Nogent-sur-Marne, Orléans, Paris, Pau, Schiltigheim, Sélestat, Suresnes, Valenciennes, Villiers-sur-Marne), dont de nombreux adjoints et plusieurs dizaines de conseillers d'opposition. Toutefois, LGM est défaite par le PS à Schiltigheim et le sortant Yves Urieta est battu à Pau, dans un contexte où la gauche connaît une forte poussée, au détriment de l'UMP et de ses alliés.

### Élections européennes de 2009
La Gauche moderne soutient les listes de l'UMP, affilié au Parti populaire européen.
Le parti présente des candidats dans toutes les circonscriptions de métropole :
- Marielle Gallo (4e position) et Marc d’Here (19e position) pour la circonscription Île-de-France
- Michèle Striffler (4e position) et Malika Gautie (10e position) dans la circonscription Est
- Yves Urieta (7e position) pour la circonscription Sud-Ouest
- Patricia Larnaudie (15e position) et Djamel Keriche (18e position), pour la circonscription Sud-Est
- Brigitte Mauroy (10e position) et Simon-Pierre Trezeguet (19e position) pour la circonscription Nord-Ouest
- Doris Madingou (10e position) pour la circonscription Ouest

Le 7 juin 2009, sont élues députées européennes : Marielle Gallo et Michèle Striffler, qui siègent au Parlement européen au groupe du Parti populaire européen.

### Élections régionales de 2010
La Gauche moderne soutient les listes de la majorité présidentielle (avec l'Union pour un mouvement populaire, le Nouveau Centre, le Mouvement pour la France, Chasse, pêche, nature et traditions). À la suite de ces élections, le parti présente 30 candidats, surtout présents en Alsace, en Nord-Pas-de-Calais, en Réunion, en Guadeloupe, etc.
La Gauche moderne obtient un bilan mitigé de quatre élus alors que sept étaient en position éligible.

### Élections cantonales de 2011
Aux élections cantonales de 2011, La Gauche moderne présente trente-et-un candidats. Trois candidats titulaires et deux candidats suppléants parviennent au second tour, mais aucun n'est élu.

### Élection présidentielle de 2012
Le 7 avril 2011, Jean-Louis Borloo annonce, en présence de Jean-Marie Bockel, la création d'une « alliance républicaine, écologiste et sociale » qui regrouperait « avant l'été » plusieurs formations politiques du centre droit (Parti radical, Nouveau Centre) et du centre gauche (La Gauche moderne). Cette formation se positionnerait comme une « alternative au PS et à l'UMP ». Il affirme que l'alliance devrait avoir un candidat à l'élection présidentielle de 2012. Le nom officiel de ce nouveau parti est dévoilé par Yves Jégo le 13 mai 2011 : L'Alliance républicaine, écologiste et sociale (ARES).
Jean-Louis Borloo refuse finalement de se présenter et La Gauche moderne apporte son soutien à la candidature de Nicolas Sarkozy le 24 mars 2012. Cette prise de position provoque la scission de l'organisation. Plusieurs hollandistes quittent le parti le 24 mars pour fonder « L'autre chemin pour une gauche moderne », qui devient la Gauche moderne et républicaine (GMR) en mai. Parmi eux, l'ancien secrétaire général et député Michel Suchod et l'ancien secrétaire national Gilles Casanova qui formeront le Front démocrate avec Jean-Luc Bennahmias en 2014.

### Élections législatives de 2012
Pour les législatives, La Gauche moderne décide de présenter vingt-trois candidats où le parti se situe dans le cadre de la majorité sortante et aux côtés des centristes de L'Alliance républicaine, écologiste et sociale.

### Depuis 2012
Le 21 octobre 2012, La Gauche moderne adhère à l'Union des démocrates et indépendants (UDI). Elle le quitte par la suite. Le 8 décembre 2012, le parti signe un contrat de partenariat avec le Parti radical.
LGM dénombre 528 membres à jour de cotisation en janvier 2014, et 300 de plus au mois de juillet de la même année.
Jean-Marie Bockel quitte la présidence du parti en septembre 2017. Il devient président fondateur.
Par la suite, le parti restera inactif,. Son site internet est aujourd'hui inactif.

## Autres personnalités
- Jean-Marie Bockel
- Daniel Marsin
- Paul Baquiast, écrivain
- Thierry Coudert, ancien directeur de cabinet du ministre de l'Intérieur Brice Hortefeux, conseiller de Paris, président de La Diagonale
- Gaston Kelman, écrivain
- Daniel Marsin, porte-parole du mouvement, ancien sénateur, ancien conseiller régional de Guadeloupe, ancien maire des Abymes
- Georges Othily, ancien sénateur, ancien président du conseil régional de la Guyane, ancien maire d'Iracoubo
- Marielle Gallo et Michèle Striffler, anciennes députées européennes

### Anciens membres
- Philippe Sanmarco, ancien député des Bouches-du-Rhône, ancien conseiller régional de PACA, conseiller municipal de la ville de Marseille a quitté La Gauche moderne pour rejoindre la Gauche moderne et républicaine
- Michel Suchod, secrétaire général du mouvement, ancien député de Dordogne, ancien vice-président de l'Assemblée nationale, ancien vice-président du conseil général de la Dordogne, ancien secrétaire général du Mouvement des citoyens a quitté La Gauche moderne pour fonder la Gauche moderne et républicaine
- Sophia Chikirou adhère à la Gauche moderne entre 2007 et 2008, entre son exclusion du PS et son ralliement au Parti de gauche naissant[25]
- Yves Urieta, ancien maire (par interim) de Pau, ancien conseiller général, membre du CESE a quitté La Gauche moderne pour fonder Convergences républicaines.
- Karim Agaoua, ancien maire-adjoint de Bouc-Bel-Air, a quitté La Gauche moderne pour rejoindre le Parti radical.